# 225 років Львівському національному медичному університету (срібна монета)
«225 ро́ків Льві́вському націона́льному меди́чному університе́ту» — срібна ювілейна монета номіналом 5 гривень, випущена Національним банком України, присвячена одному з найстаріших вищих медичних навчальних закладів України — Львівському національному медичному університету, якому в 1998 році присвоєно ім'я Данила Галицького. З університетом пов'язана діяльність багатьох відомих науковців, виникнення і становлення більше 20 наукових шкіл.
Монету введено в обіг 28 жовтня 2009 року. Вона належить до серії «Вищі навчальні заклади України».

## Опис монети та характеристики
| Номінал грн. | Метал            | Маса, г       | Діаметр, мм | Якість виготовлення | Гурт                           | Тираж, штук |
| ------------ | ---------------- | ------------- | ----------- | ------------------- | ------------------------------ | ----------- |
| 5            | срібло 925 проби | 15,55 / 16,81 | 33,0        | пруф                | гладкий із заглибленим написом | 7 000       |

### Аверс
На аверсі монети вгорі розміщено малий Державний Герб України, напис півколом «НАЦІОНАЛЬНИЙ БАНК УКРАЇНИ», унизу — номінал «5/ ГРИВЕНЬ», у центрі на матовому тлі розміщено перші рядки Клятви Гіппократа латиною, під яким — рік карбування монети «2009» (ліворуч), символ університету (праворуч).

### Реверс

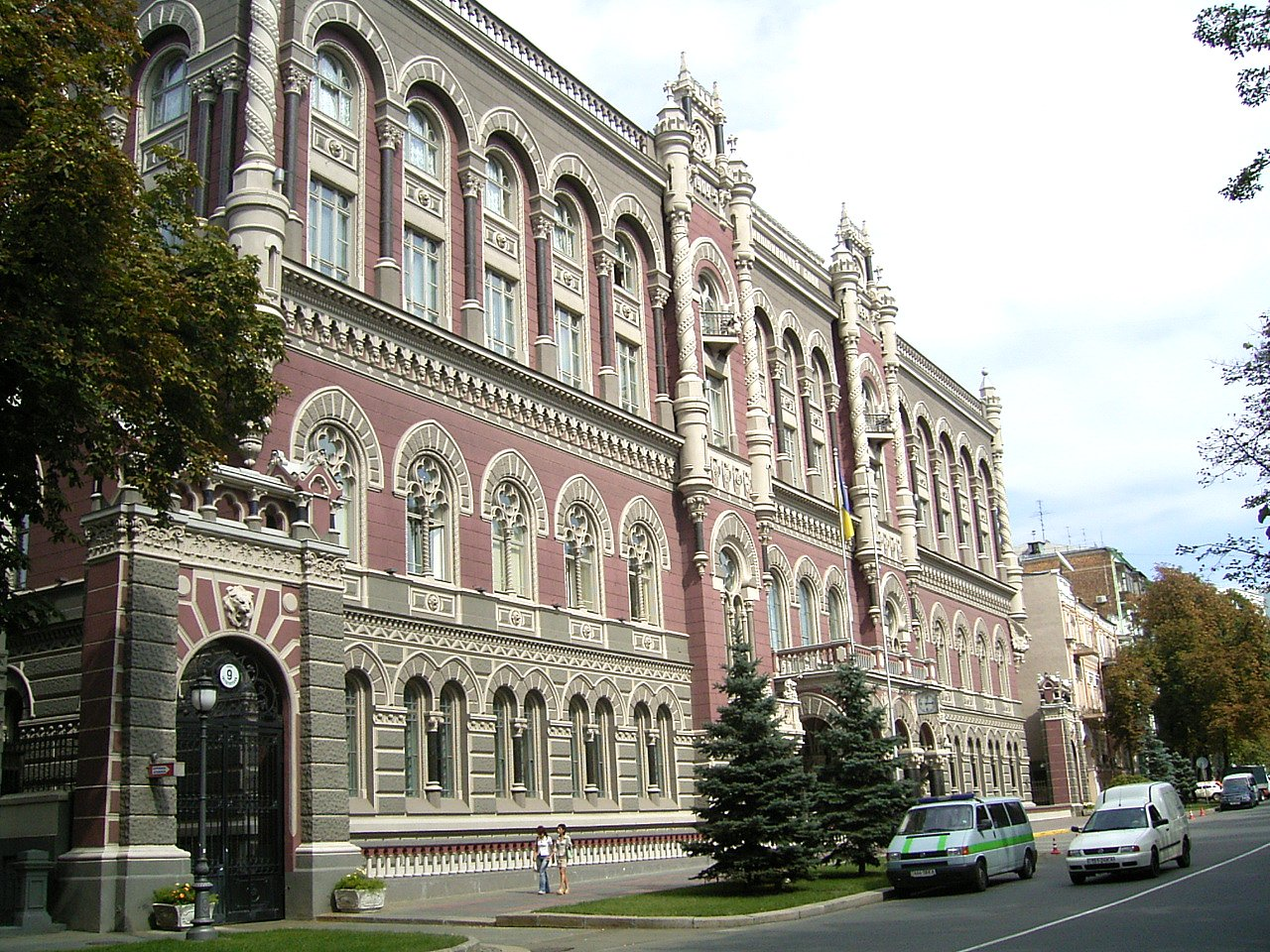
Будівля Національного банку України

На реверсі монети зображено будівлю університету та написи: «225/РОКІВ» (угорі), «ІМЕНІ/ ДАНИЛА/ ГАЛИЦЬКОГО» (унизу), «ЛЬВІВСЬКИЙ НАЦІОНАЛЬНИЙ МЕДИЧНИЙ УНІВЕРСИТЕТ» (по колу).

## Автори
- Художник — Дем'яненко Анатолій.
- Скульптори: Дем'яненко Анатолій (аверс), Дем'яненко Володимир (реверс).

## Вартість монети
Ціна монети — 352 гривні, була вказана на сайті Національного банку України в 2015 році.
Фактична приблизна вартість монети з роками змінювалася так:
| Рік        | 2010 | 2011 | 2012 | 2013 | 2014 | 2015 | 2016 | 2017 | 2018 | 2019 | 2020 | 2021 | 2022 | 2023  | 2024  | 2025  |
| ---------- | ---- | ---- | ---- | ---- | ---- | ---- | ---- | ---- | ---- | ---- | ---- | ---- | ---- | ----- | ----- | ----- |
| Ціна, грн. | 270  | 330  | 350  | 320  | 330  | 390  | 400  | 580  | 520  | 450  | 440  | 520  | 650  | 1 050 | 1 400 | 1 650 |